# Joe Louis Arena
Joe Louis Arena er en sportsarena i Detroit i Michigan, USA, der er hjemmebane for NHL-holdet Detroit Red Wings. Arenaen har plads til ca. 20.000 tilskuere, og blev indviet 12. december 1979. Arenaen er opkaldt efter den legendariske bokser Joe Louis, der voksede op i Detroit.